# Azariasz
Azariasz – hebrajskie i biblijne imię męskie oznaczające „Jahwe dopomógł”, „Jahwe wspomaga” (hebr. Azarjahu, Azaria).
Imię to nosił:
- Azariasz (król Judy)
- Św. Archanioł Rafał podczas swej ziemskiej misji zleconej przez Opatrzność (Tb 5,13)